# جامعة ريكونكافو دا باهيا الاتحادية
جامعة ريكونكافو دا باهيا الاتحادية (بالبرتغالية: Universidade Federal do Recôncavo da Bahia‏)، هي جامعة برازيلية، ويقع الحرم الجامعي الرئيسي في كروز داس الماس في باهيا. وللجامعة أيضاً حرم جامعي في أمارغوسا، كاتشويرا وسانتو أنطونيو دي جيسوس.
أنشئت الجامعة بموجب القانون 11.151 في عام 2005. وفي عام 2011 تم الإعلان عن الحرم الجامعي الجديد في مدينة فييرا دي سانتانا، وأفتتح في بداية عام 2013.

## وصلات خارجية
- الموقع الرسمي

إحداثيات: 12°39′32″S 39°05′17″W / 12.659°S 39.088°W